# 1851 dans les chemins de fer
chronologie des chemins de fer
1850 dans les chemins de fer - 1851 - 1852 dans les chemins de fer

## Évènements
- Début des travaux de la première ligne de chemin de fer d’Égypte entre Alexandrie et Le Caire. L’entreprise est financée par des capitaux britanniques et la concession est obtenue par l’ingénieur George Stephenson auprès de Abbas Hilmi Ier.

- Ouverture de la ligne entre Saint-Pétersbourg et Moscou[1].

### Décembre
- 19 décembre, Espagne : décret royal accordant la concession de la ligne Alar del Rey-Santander à la Sociedad del Ferrocarril de Isabel II
- 25 décembre, Chili : inauguration de la ligne Copiapó-Caldera, première ligne chilienne et du continent sud-américain.

## Naissances
- 23 février : naissance à Florac de Léon Boyer, futur Ingénieur des ponts et chaussées concepteur des viaduc de la Crueize et de Garabit[2].
- 25 mai : Robert Lindner voit le jour à Chemnitz (Saxe). Ingénieur brillant, il fera toute sa carrière aux chemins de fer royaux de Saxe et créera de nombreuses séries de locomotives.

## Décès
- x